# ハムスターサム
ハムスターサムは1998年12月7日から1999年7月19日の間にかけてNHK教育テレビのプチプチ・アニメの枠で放送された日本の人形アニメーション作品。
これまでに4作品が放映されている。

## 登場キャラクター
サム
本編の主人公であるハムスター(の人形)
サックスやギターを演奏したり踊りを踊ったりと芸達者。
ハミー
サムのガールフレンドの白いハムスターの女の子。頭に花の飾りをつけている。
ホースに吸い込まれて飛ばされてきたサムと出会う。
サムの飼い主
本編中では主に声と手のみ登場している。
基本的に顔は映らないが、眠っている口元が映ったこともある。
猫
サムのケージに尻尾を入れてちょっかいを出す。全体の姿は映らず、主にシルエットと鳴き声での登場。

## スタッフ
アニメーション:てんねんぐみ、かわいとしひこ
音楽:蒲池愛、有田勝造
劇中歌の歌唱:Ricky